# Giacomo Della Porta

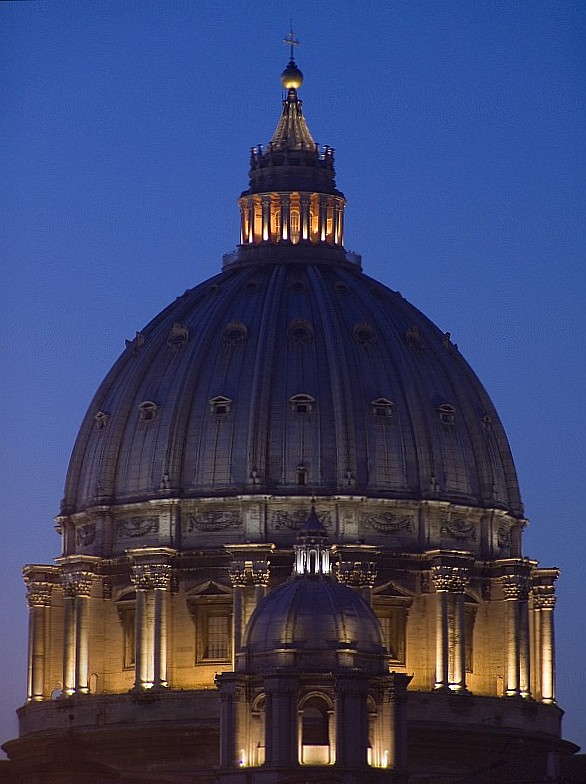
Cupola di San Pietro

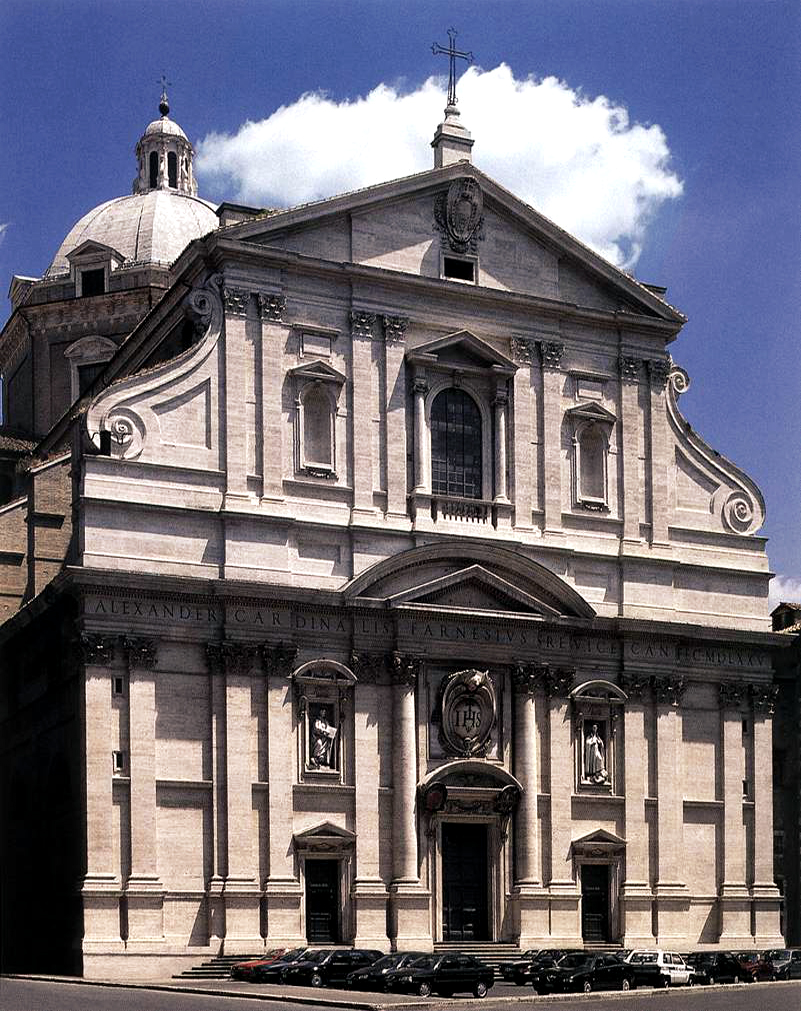
La facciata del Gesù

Giacomo Della Porta (Porlezza, 1532 – Roma, 3 settembre 1602) è stato un architetto e scultore italiano.

## Biografia

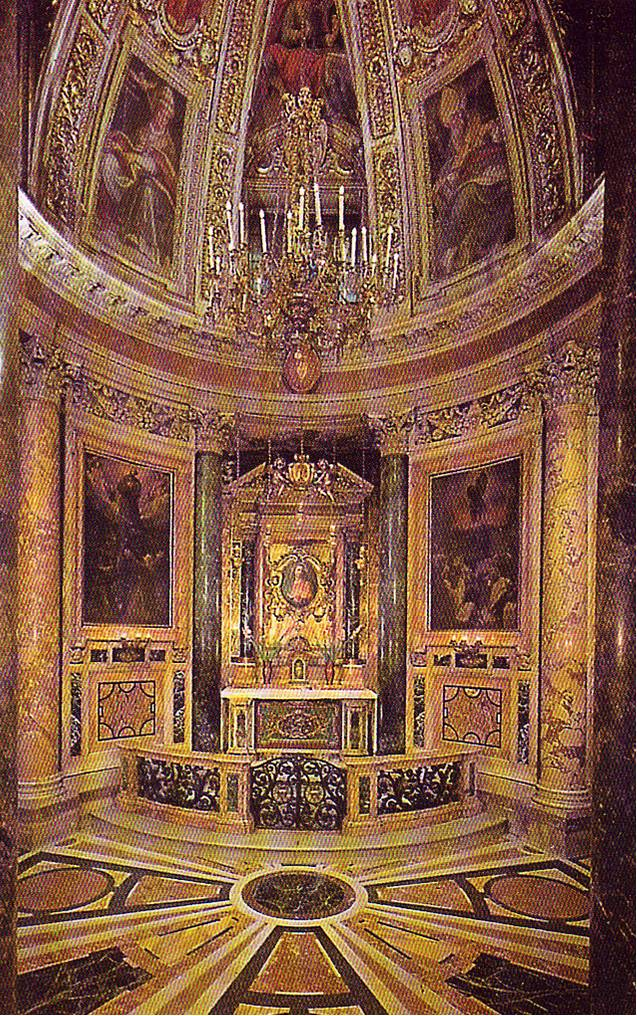
Cappella di San Francesco, ora Cappella del Sacro Cuore

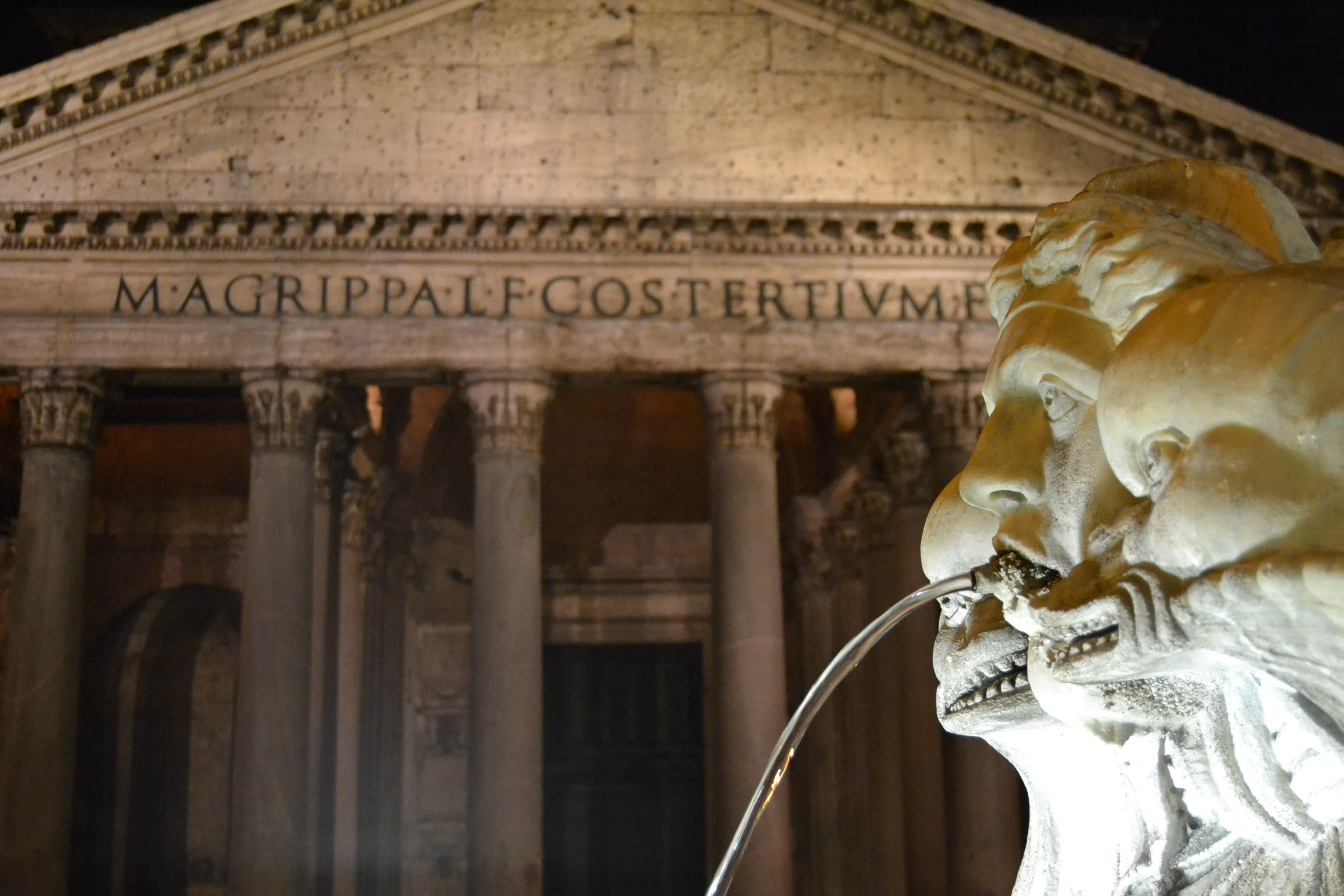
Fontana del Della Porta alla Rotonda (particolare)

Appartenente a una famiglia di scultori comacini, inizia la sua attività a Genova nella bottega dello zio Bartolomeo; tra le varie opere lasciate in città, sono sue le statue della cappella Cybo nella cattedrale di San Lorenzo tra cui la figura giacente di Giuliano Cybo.
Allievo di Michelangelo e poi del Vignola, si trasferisce presto a Roma, dove realizzò: la facciata, la cupola e le cappelle rotonde intitolate rispettivamente a san Francesco alla Madonna, per la chiesa del Gesù e completò, dopo la morte di Michelangelo Buonarroti, la cupola della basilica di San Pietro. È doveroso precisare che Della Porta e il Fontana non furono dei meri esecutori dei disegni di Michelangelo; a loro spetta infatti il merito dell'esecuzione tecnica di un'impresa che sancì una fase importante dei progressi tecnologici di fine Cinquecento. Non solo apportarono una sensibile modifica alla curvatura della calotta rispetto al presunto progetto del Buonarroti, rendendola più vicina al modello del Brunelleschi, ma inserirono nella muratura (soprattutto nella parte alta della cupola) una serie di catene per contenere le spinte trasversali esercitate dalla volta e utilizzarono materiali di alta qualità, incernierando le lastre di travertino con piombo fuso; caratteristiche, queste, che permisero alla cupola di non riportare gravi danni dopo il forte terremoto del 1703. Inoltre realizzarono i costoloni con l'ausilio di sofisticate centinature in legno e disegnarono i particolari tecnici della cupola in scala 1:1 direttamente sul pavimento della basilica di San Paolo fuori le Mura. Gli sono state attribuite le realizzazioni del palazzo Crescenzi (1585), ora Serlupi Crescenzi, in via del Seminario, e della fontana in piazza d'Aracoeli.
Progettò anche ortogonalità della galleria d'ingresso e dell'androne del Palazzo Albertoni Spinola dando vita ad un effetto visivo prospettico unico nel suo genere oltre all'integrazione dei due corpi del Palazzo.
Tra le opere più importanti attribuibili all'artista va certamente citata la splendida villa Aldobrandini in Frascati, per la cui realizzazione lavorò dal 1600 fino alla fine dei suoi giorni (1602), su commissione del cardinal Pietro Aldobrandini, nipote del pontefice Clemente VIII.
Particolare una testimonianza del tempo riguardante le circostanze che portarono alla sua morte: "Ritornando da Frascati, ove era stati a riveder la fabrica di Belvedere in carrozza co'l Cardinal Pietro Aldobrandini, accidente sì grande gli venne, che bisognò lasciarlo alla porta di S. Giovanni, et in breve passando all'altra vita, alla porta della città morì Giacomo della Porta, che per disordini di bere ghiaccio e riempirsi di meloni, e per esser'assai corpulento, et in presenza di quel Principe non volendo dire il suo bisogno, fu dalla carrozza sì scosso, che dalla gran materia suffocato in età di 65 anni in circa finì i giorni di sua vita".

## Opere principali
- Cupola di San Pietro (1564)

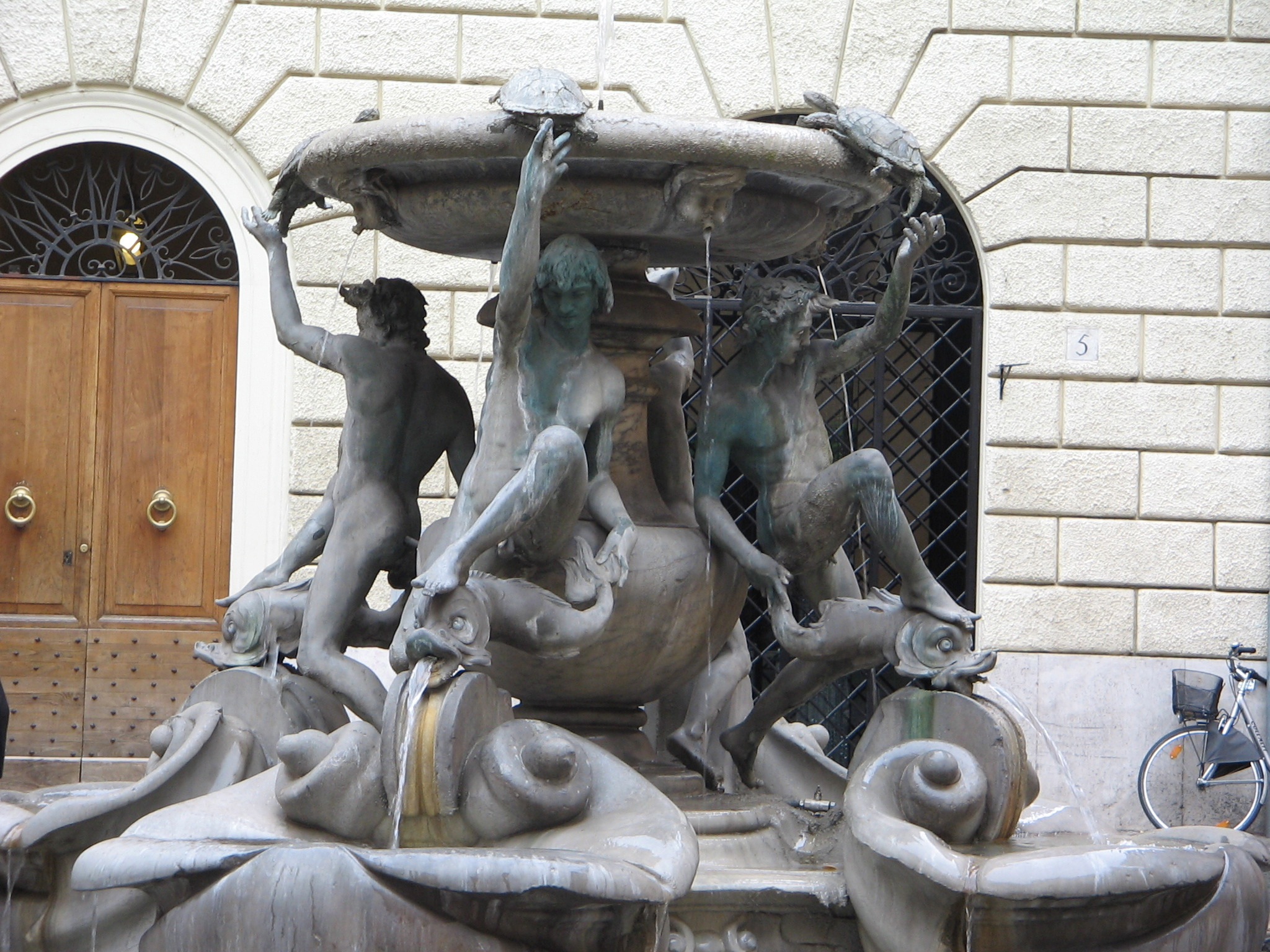
Fontana delle tartarughe

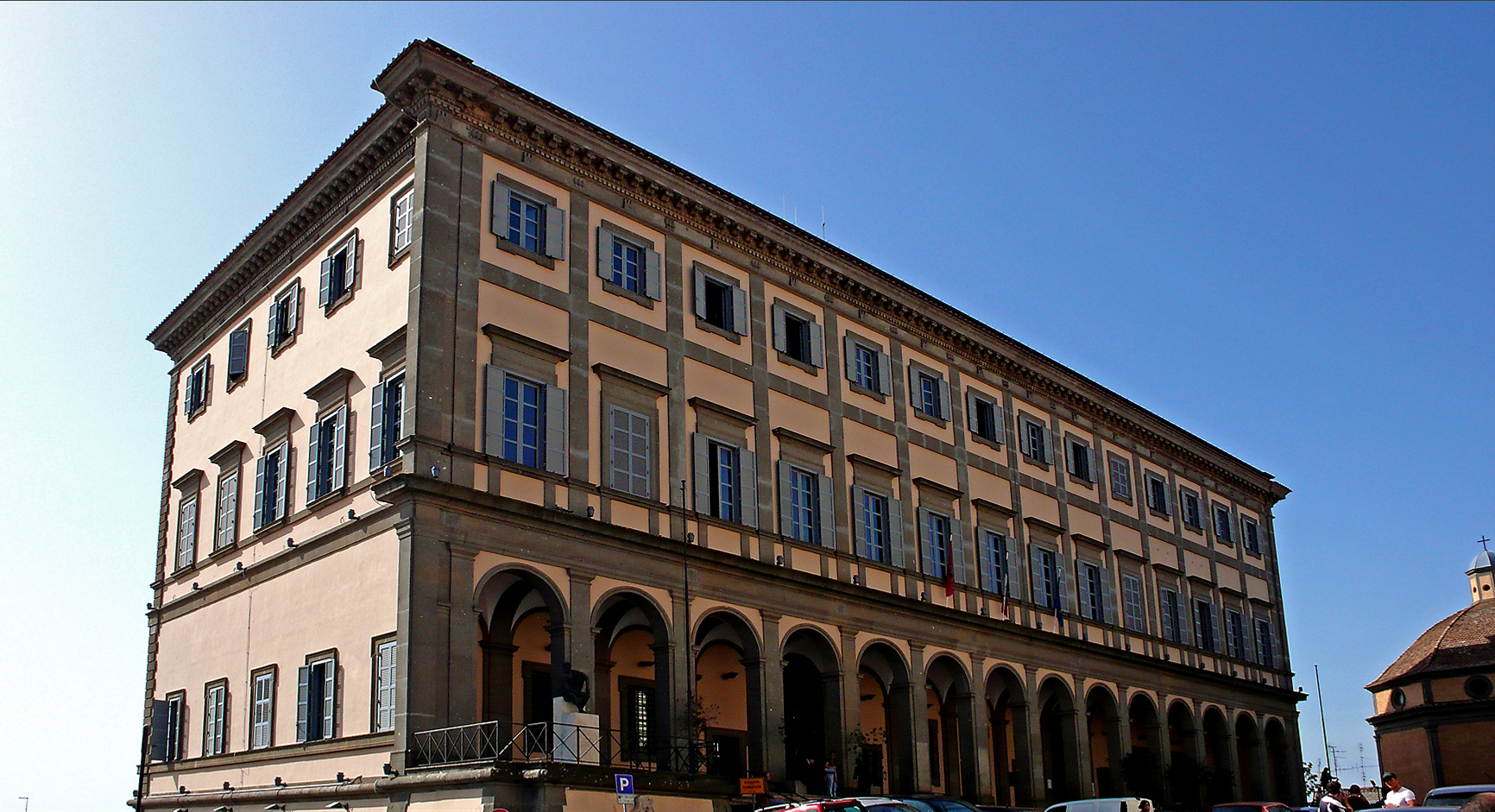
Palazzo comunale di Velletri

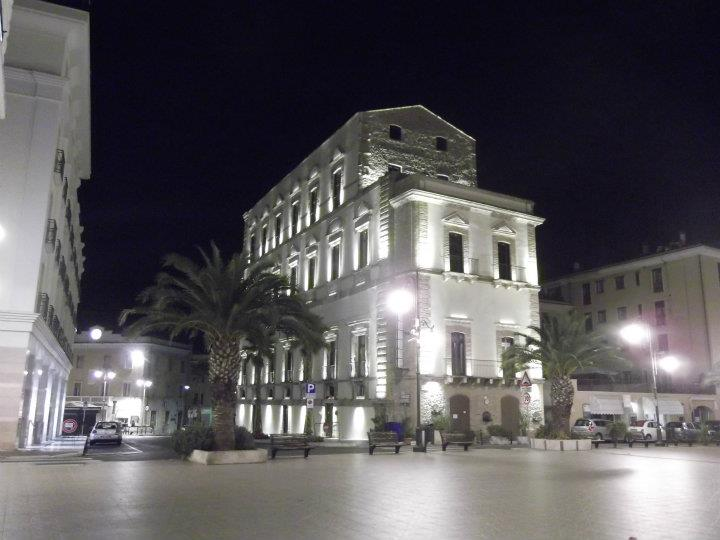
Il palazzo Farnese di Ortona

- Oratorio del Santissimo Crocifisso (1562-1568)
- Chiesa del Gesù (1573-1575)
- Fontane di Palazzo Borghese (1573)
- Palazzo Senatorio al Campidoglio, facciata, scale e cordonata (1573-1602)
- Fontana di piazza Colonna (1574)
- Fontane del Moro e del Nettuno in Piazza Navona (1574)
- Palazzo del comune di Velletri, iniziato nel 1575 e lasciato incompiuto alla morte, terminato da Filippo Barigioni nel 1720
- Santa Maria dell'Orto (1578)
- Palazzo della Sapienza (1578-1602)
- Palazzo Capizucchi (1580)
- Palazzo Crescenzi alla Rotonda (1580)
- Palazzo Crescenzi, ora Serlupi Crescenzi, in via del Seminario (1585)
- Santa Maria dei Monti (1580)
- Sant'Atanasio dei Greci (1581)
- Fontana delle Tartarughe (1584)
- L'incompiuto Palazzo Farnese di Ortona (1584)

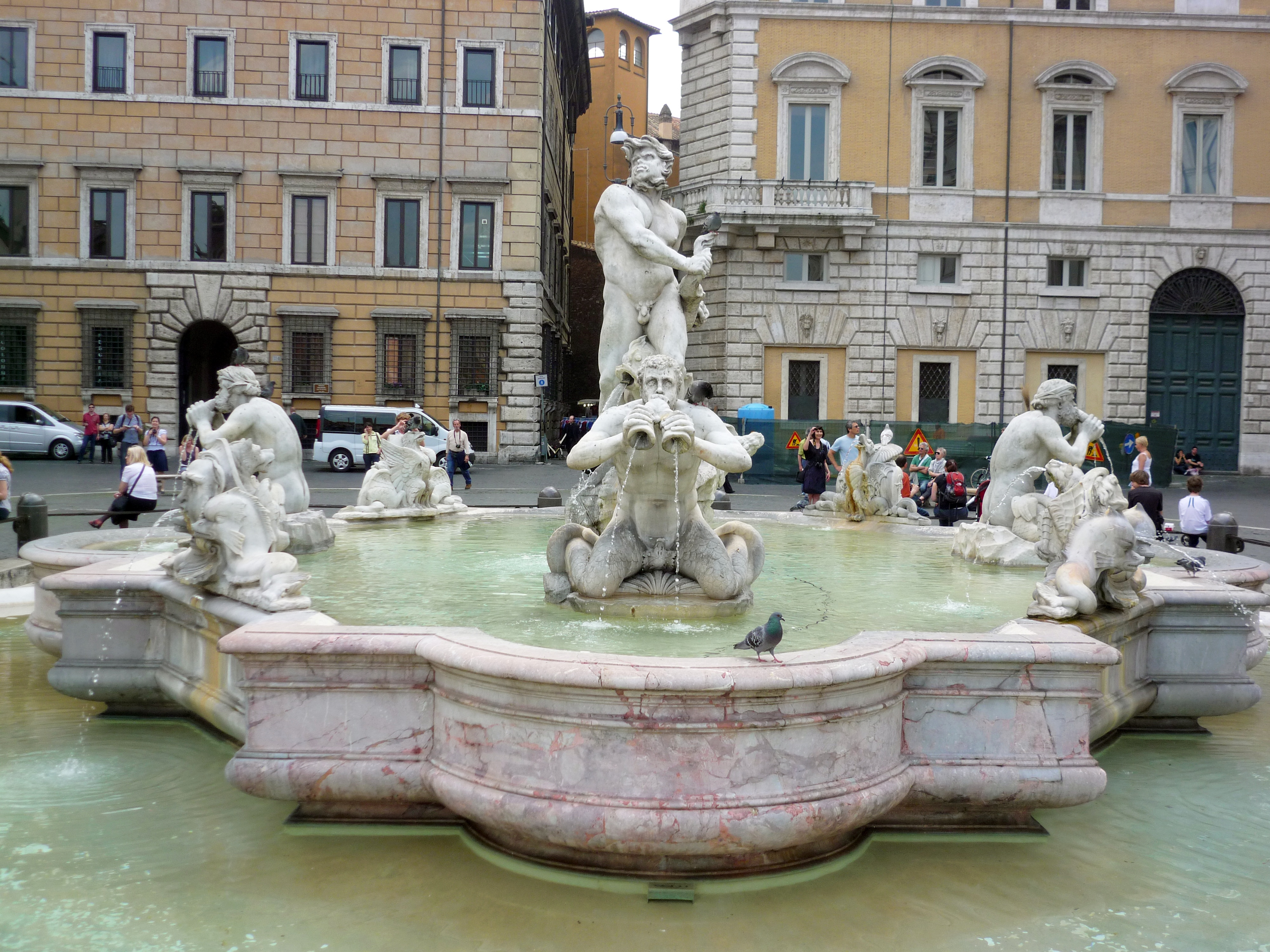
Fontana del Moro in Piazza Navona

- Facciata del Gesù, modifica sulla base di un suo progetto (1584)
- Palazzo Marescotti (1585)
- Trinità dei Monti (1586)
- Cupola della Basilica di San Pietro (1588-1590)
- Fontana di piazza della Madonna dei Monti (1589)
- Facciata di San Luigi dei Francesi (1589)
- Fontane nella Piazza di Santa Maria in Campitelli (1589)
- Fontane opposte Santi Venanzio e Ansovino (1589)
- Fontana della Terrina (1590)
- Palazzo Fani (1598)
- Chiesa di San Paolo alle Tre Fontane (1599)
- Basilica di San Nicola in Carcere (1599)
- Palazzo Albertoni Spinola (1600)
- Villa Aldobrandini (1600-1602) a Frascati
- Cappella Aldobrandini (1600-1602) in Santa Maria sopra Minerva.

## Opere attribuite a Giacomo Della Porta
- Palazzo Serlupi-Crescenzi (1585), costruito da Ottaviano Crescenzi
- Copia della Pietà di Michelangelo custodita nella basilica di Sant'Andrea della Valle
- Progetto della facciata della chiesa di San Luigi dei Francesi, realizzato da Domenico Fontana
- La facciata della chiesa del Collegio dei Gesuiti di Siracusa[2]
- Chiesa di Santa Caterina dei Funari, quasi sicuramente tutta di Jacopo Barozzi da Vignola e di Guidetto Guidetti[3]
- Altare maggiore nella chiesa di Santa Maria dell'Orto